# Värnamo stadshotell

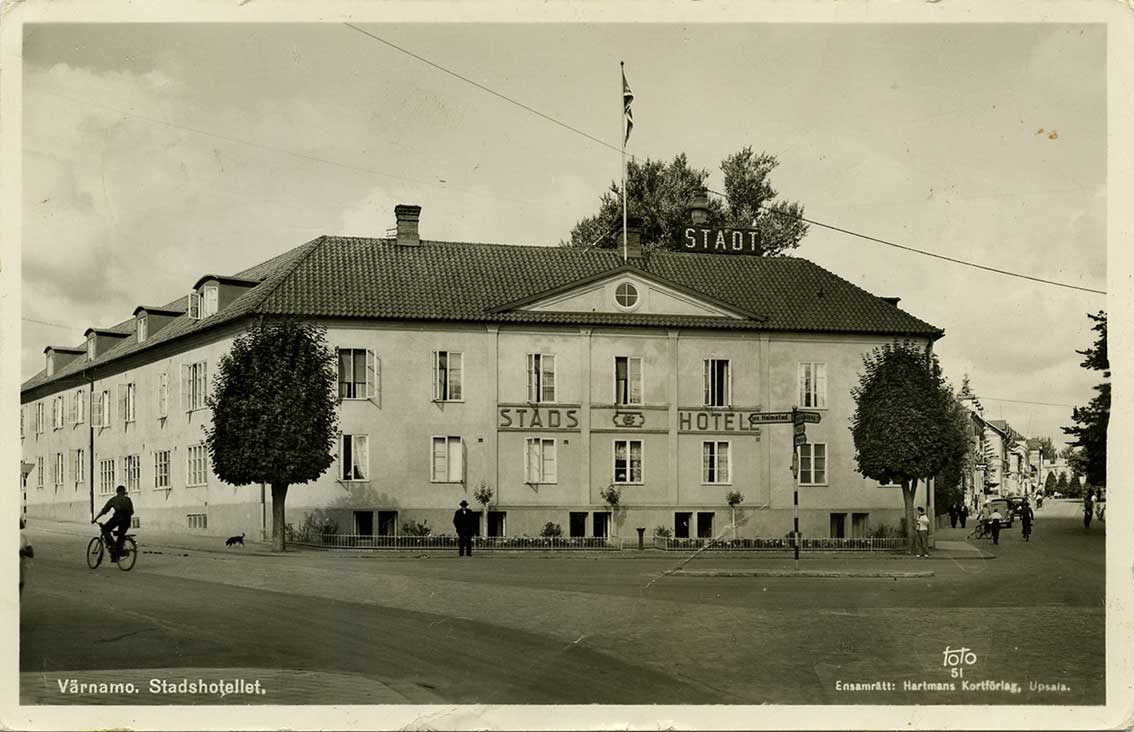
Värnamo stadshotell på 1940-talet, innan det brann ned 1952.

Värnamo stadshotell är ett hotell i Värnamo. 
Det första stadshotellet öppnade i en tvåvånings träbyggnad vid flergatskorsningen Centralplan 1850. Det byggdes på en tomt mellan Köpmansgatan och Storgatsbacken som en fondbyggnad för Storgatan och Åbron mot väster. Genomfartsleden mellan södra Sverige och Jönköping - Lagastigen - gick vid denna tid genom Värnamos centrum och förbi stadshotellet. Järnvägsförbindelse med omvärlden fick dock Värnamo först 1877, då järnvägssträckan Halmstad-Nässjö invigdes. Det gamla stadshotellet 
brann ned 1952. Därefter uppfördes en ny byggnad med en framträdande sex våningar hög fondfasad på den byggnadskropp som vetter mot Storgatan. Det nya hotellet invigdes 1955. Byggnaden ritades av Bent Jörgen Jörgensen i modernistisk stil och gavs en påkostad inredning. I byggnaden fanns också Värnamos första hiss. 
Riksväg 1 gick vid denna tid på Storgatan och Storgatsbacken förbi Värnamo stadshotell, innan först den nya Lagastigenbron byggdes över Lagan och genomfartsleden fick en ny sträckning genom i centrum, och senare en motorvägsförbifart anlades öster om Värnamo.
I markvåningen mot dåvarande Centralplan - från 1994 omdöpt till Bruno Mathssons plats - fanns den stora klädesbutiken Futurum. År 1961 uppsattes framför fasaden mot Storgatan fontänskulpturen i koppar Värnamo lilja av Per-Erik Willö.
Värnamo stadshotell - som har 116 rum - drivs numera under namnet Scandic Värnamo. Mycket av originalinredningen har behållits, inklusive en pampig spiraltrappa från lobbyn, och kompletterats med inredning av Bruno Mathsson och andra, i första hand lokala, formgivare. Lobbyn har golv i skiffer och ljuskronor av Gino Sarfatti (1912-1985). I lobbyns tak finns också en takfläkt i form av en flygplanspropeller i mahogny, som skänktes av Flygvapnet vid invigningen 1955.